# 東京大学大学院医学系研究科・医学部

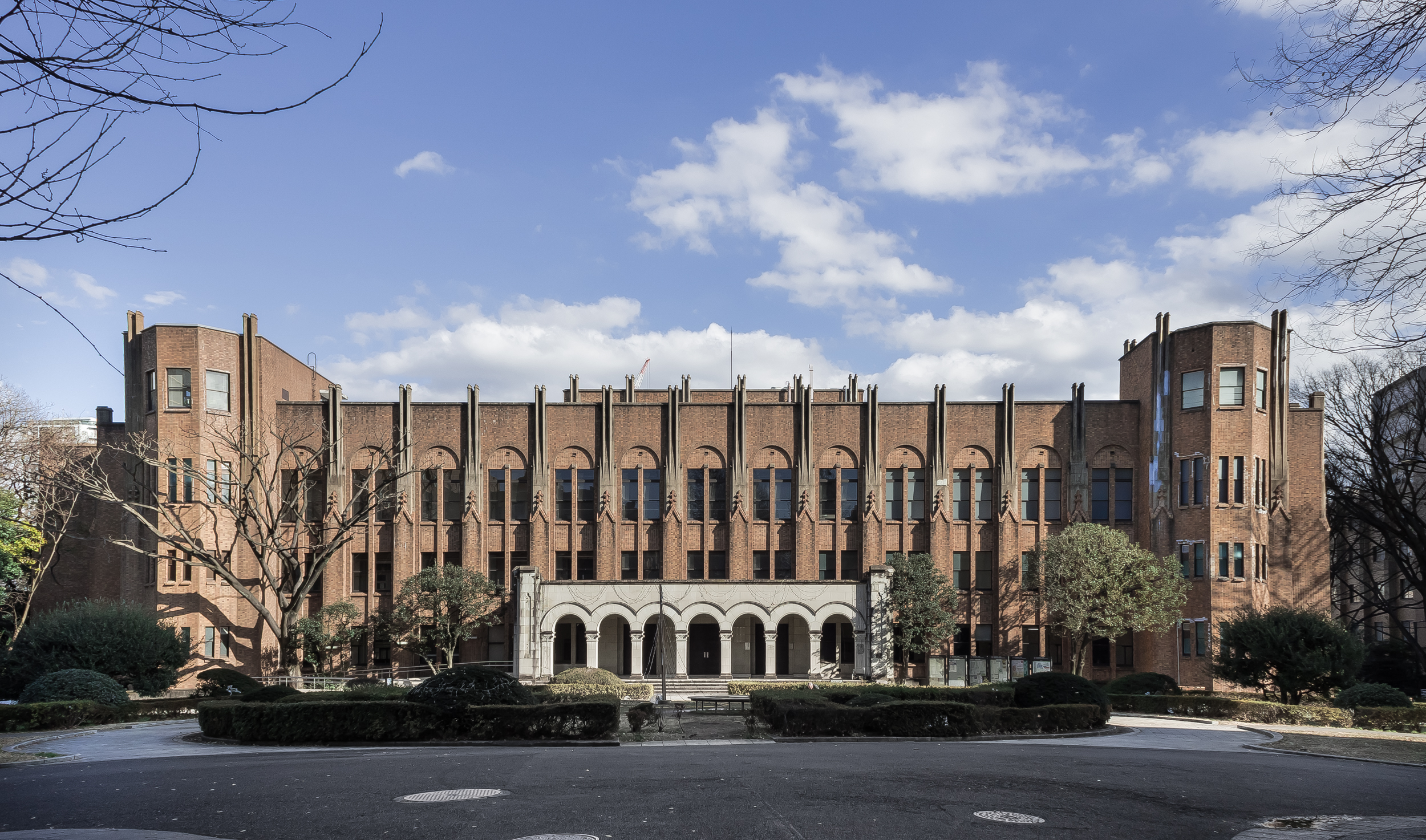
医学部2号館（本館）

東京大学医学部（とうきょうだいがく いがくぶ 英称：Faculty of Medicine, The University of Tokyo）は、日本の東京大学の後期課程に設置される医学部である。また、東京大学大学院医学系研究科（とうきょうだいがくだいがくいん いがくけいけんきゅうか 英称：Graduate School of Medicine, The University of Tokyo）は、同大学大学院に設置される医学系研究科である。
1858年に設立された神田お玉が池種痘所を源流としており、これは1838年に設立された適塾を源流とする大阪大学医学部に次いで2番目に長い歴史を持つ医学部である。
医学部と医学系研究科は一体となって運営されているため、この記事で合わせて解説する。
医学部のスクールカラーは   赤色である。

## 沿革
日本における西洋医学は、江戸時代に欧米で唯一国交があったオランダから伝わった蘭方医学として始まり、幕末の開国に伴いさらに普及・進歩した。後に東京となる江戸では、天然痘予防接種のために蘭学者82人が協力して安政5年（1858年）に設けた「お玉ヶ池種痘所」が幕末・明治維新期の西洋医学教育の中心に発展した。種痘所跡地に「東京大学医学部発祥の地」を示す案内板や記念碑がある（「種痘#牛痘苗の輸入」も参照）。
東京大学医学部直接の源流は、明治政府の東京医学校にある。1877年（明治10年）、東京医学校と東京開成学校が連合して東京大学（旧・東京大学）が設立された。東京大学には法・理・文の各学部と共に医学部が置かれ、医学部には医学科、製薬学科が設置された。1886年（明治19年）の帝国大学令で旧東京大学は当時としては大日本帝国唯一の帝国大学に改組され、旧東京大学医学部は帝国大学医科大学となった。
製薬学科は1887年に薬学科と改称され、第二次世界大戦後の1958年（昭和33年）に薬学部として独立した。
1953年（昭和28年）には医学部に衛生看護学科が設置された。衛生看護学科は看護婦養成を目的としており、入学者を女子に限定していた（衛生看護学科は前期課程とは別枠で入学者を募集していた）が、1965年（昭和40年）に保健学科と改称し、健康科学の教育・研究を主体とする学科になった。さらに1992年（平成4年）には、健康科学・看護学科と、2010年（平成22年）には、健康総合科学科と改称された。
1962年（昭和37年）に前期課程に理科三類が置かれるまでは、医学科は理科二類または理科一類の学生の中から選抜試験を行って学生を受け入れており、上で述べたように衛生看護学科も別枠募集であったため、通常の進学振分けを行う学科は薬学科のみという、東大内では少し変わった学部であった。なお、現在は全ての学科で通常の進学振分けを行っている。
大学院に関しては、1953年（昭和28年）に新制大学院として生物系研究科医学専門課程が設置されたが、1965年（昭和40年）に医学系研究科に改組され、保健学専門課程が新設された。1987年（昭和62年）には専門課程が専攻に改称された。
医学系研究科には4年制の医学博士課程として、第一基礎医学専攻、第二基礎医学専攻、第三基礎医学専攻、第一臨床医学専攻、第二臨床医学専攻、第三臨床医学専攻、第四臨床医学専攻、社会医学専攻の8専攻が設置されていたが、大学院重点化に伴い、1995年（平成7年）から1997年（平成9年）にかけて現在の9専攻に改組された。また、1992年（平成4年）に国際保健学専攻が設置され（1996年に重点化）、1996年には保健学専攻が大学院重点化によって健康科学・看護学専攻に改組された。1999年（平成11年）には医学科・歯学科・獣医学科以外の学部卒業者を対象とする医科学専攻修士課程が設置され、医学博士課程と合わせて6年間の一貫教育を行うようになった（ただし、博士課程への入学試験は存在する）。さらに2007年（平成19年）には、専門職大学院（公衆衛生大学院）として公共健康医学専攻が設置された。

### 不祥事
- 分子細胞生物学研究所の不正事件（旧第4内科の関連事件）
- 白血病治療薬患者情報漏洩事件[5]
- 匿名Aによる論文大量不正疑義事件[6]
- Ordinary researchersによる論文大量不正疑義事件[7]
- マイトラクリップ手術による死亡事故の隠蔽事件[8]

## 教育と研究
組織
医学部
- 医学科（6年制）
- 健康総合科学科（4年制）
  - 環境生命科学専修
  - 公共健康科学専修
  - 看護科学専修

医学系研究科

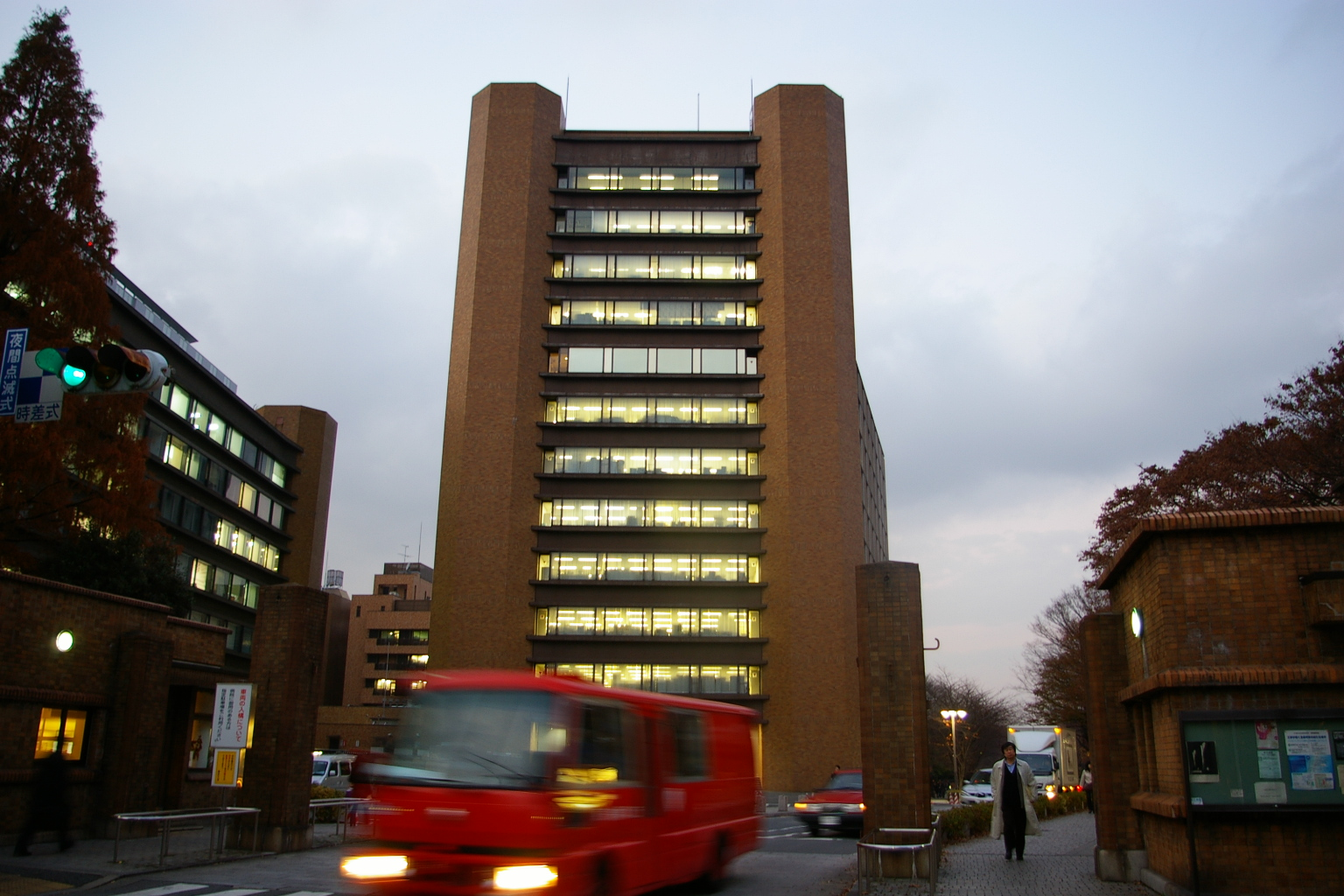
龍岡門

公共健康医学専攻には通常の2年コースの他、医療関連の実務経験を有する者を対象とする1年コースが置かれている。
- 分子細胞生物学専攻（4年制博士課程）
細胞生物学・解剖学講座、生化学・分子生物学講座
- 機能生物学専攻（4年制博士課程）
生理学講座、薬理学講座
- 病因・病理学専攻（4年制博士課程）
病理学講座、微生物学講座、免疫学講座
- 生体物理医学専攻（4年制博士課程）
放射線医学講座、医用生体工学講座
- 脳神経医学専攻（4年制博士課程）
基礎神経医学講座、認知・言語医学講座、臨床神経精神医学講座
- 社会医学専攻（4年制博士課程）
社会予防医学講座、法医学・医療情報経済学講座
- 内科学専攻（4年制博士課程）
器官病態内科学講座、生体防御腫瘍内科学講座、病態診断医学講座
- 生殖・発達・加齢医学専攻（4年制博士課程）
産婦人科学講座、小児医学講座、加齢医学講座
- 外科学専攻（4年制博士課程）
臓器病態外科学講座、感覚・運動機能医学講座、生体管理医学講座
- 健康科学・看護学専攻（修士課程・博士課程）
健康科学講座、予防看護学講座、臨床看護学講座
- 国際保健学専攻（修士課程・博士課程）
国際社会医学講座、国際生物医科学講座
- 医科学専攻（修士課程）
- 公共健康医学専攻（公衆衛生大学院）（専門職学位課程）
疫学保健学講座、行動社会医学講座、医療科学講座

## 医学系研究科長・医学部長
- 南學 正臣

## 附属施設
医学部附属
- 病院（東大病院）

医学系研究科附属
- 疾患生命工学センター
  - 研究部門
    - 分子病態医科学
    - 構造生理学
    - 再生医療工学
    - 臨床医工学
    - 健康環境医工学
    - 動物資源学
    - 放射線分子医学

  - 研究基盤部門
    - 動物資源研究領域
    - 放射線研究領域
    - 医工情報研究領域
- 医学教育国際研究センター
  - 医学教育学部門
  - 医学教育国際協力学部門

## 研究
21世紀COEプログラム
医学系研究科では、以下の3件が文部科学省の21世紀COEプログラムに採択されている。
- 生体シグナル伝達機構の領域横断的研究（2002年度）
- 脳神経医学の融合的研究拠点（2003年度）
- 環境・遺伝素因相互作用に起因する疾患研究（2003年度）

グローバルCOEプログラム
医学系研究科では、以下の3件が文部科学省のグローバルCOEプログラムに採択されている。
- 生体シグナルを基盤とする統合生命学（2007年度）
- 疾患のケミカルバイオロジー教育研究拠点（2008年度）
- 次世代型生命・医療倫理の教育研究拠点創成（2008年度）

教育
医学科では、3-6年生のことをそれぞれM1-M4と呼び（他学科ではM1-M3は博士課程学生を表す）、医学科に内定した2年生をM0と呼ぶ。また、鉄門系サークル（鉄門倶楽部参照）では理科三類1年生、2年生をそれぞれC1、C2と呼んでいる。
医学科は基本的にすべての授業科目が必修であり、単位制を採用していない（健康科学・看護学科および東京大学の他の学部はすべて単位制である）。
また医学科生を対象として、2003年度より「Ph.D.-M.D.コース」が、2008年度より「MD研究者育成プログラム」が行われている。どちらも基礎医学研究者を早期養成するための制度であるが、前者では医学部2年次あるいは3年次から大学院医学系研究科博士課程に飛び入学し、大学院修了後に学部に再入学するのに対し、後者では1年次から通常の医学科カリキュラムと平行して基礎系の各研究室で研究を行い、卒業して医師国家試験を受験し医師免許を取得するのと同時に医学系研究科博士課程に入学する。

## 同窓会

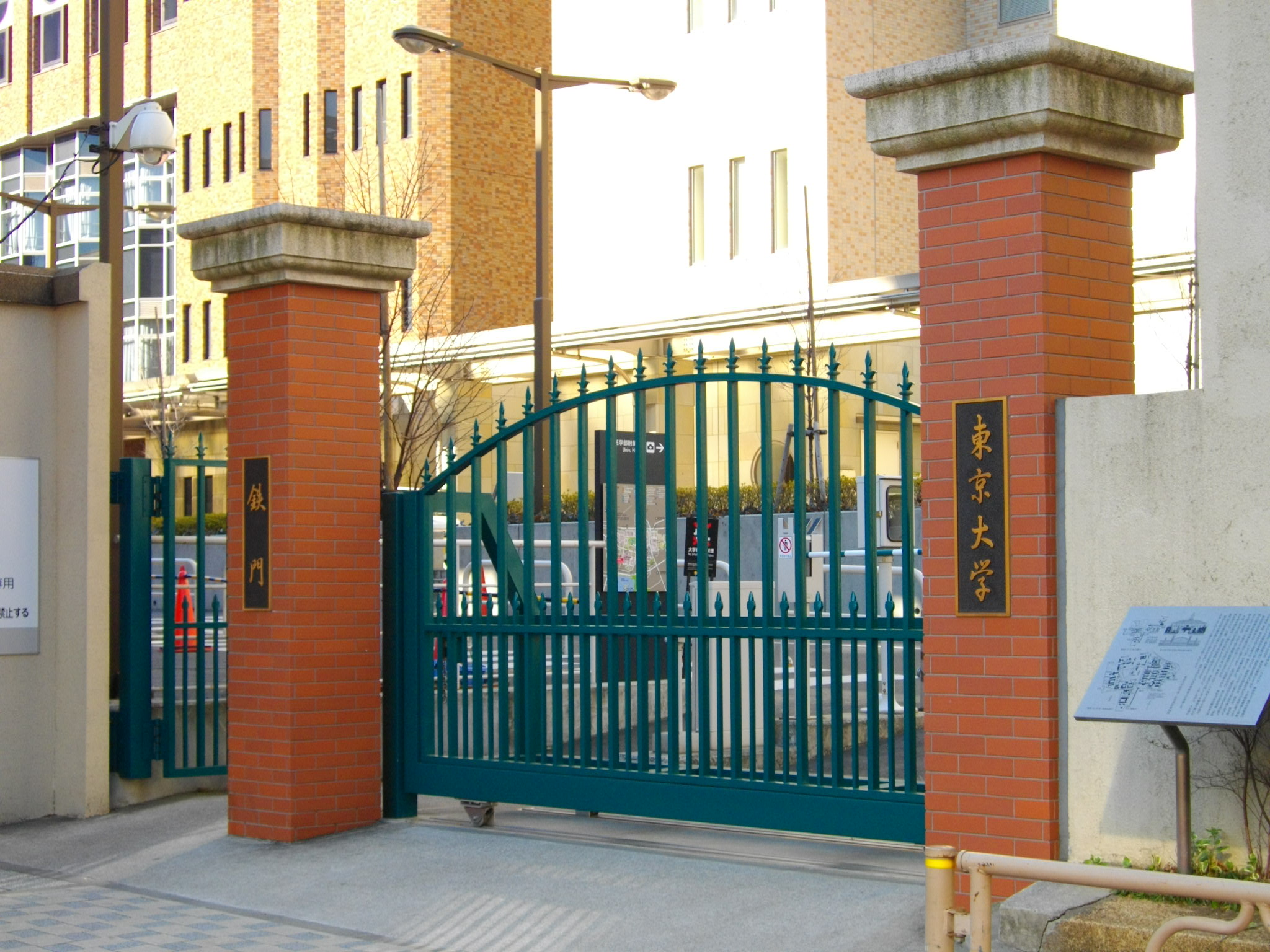
鉄門

鉄門倶楽部
医学部医学科の同窓会である。1899年に創設され、元々は東京帝国大学医科大学のボート競技の応援団体であったが、その後組織が拡大されて、医学部医学科同窓生の親睦を目的とした事業・行事を行う機構になった。医学科卒業生が正会員であり、医学科生が準会員である。卒業生以外では、東京大学医学部医学科教員となれば、鉄門倶楽部規約5条に規定される会員になることができる。東京大学医学部の学部内サークルには、鉄門野球部などのように「鉄門」で始まる名前を持つものが多く、「鉄門系サークル」と総称されている。これらのサークルは鉄門倶楽部から支援を受けており、医学科生および教養学部理科三類生のみが入部できる。鉄門倶楽部は、同窓生としての縦のつながりがとても強い。
東京大学保健学同窓会
医学部健康科学・看護学科の同窓会である。1984年に発足した「医学部保健学科同窓会」を発展させ、1995年に発足した。前述のように医学部には同窓会「鉄門倶楽部」が存在したが、こちらは医学科の同窓会であり（医学科は6年制であることもあって）縦のつながりが強いため、保健学科（現：健康科学・看護学科）には独立した同窓会が設立された。健康科学・看護学科およびその前身である衛生看護学科、保健学科の卒業生が正会員であり、同学科の学生・教員も会員になることができる。

## 施設
- キャンパスについて → 東京大学本郷地区キャンパス#本郷キャンパスを参照
- 代表的な建造物について → 東京大学の建造物#医学部を参照

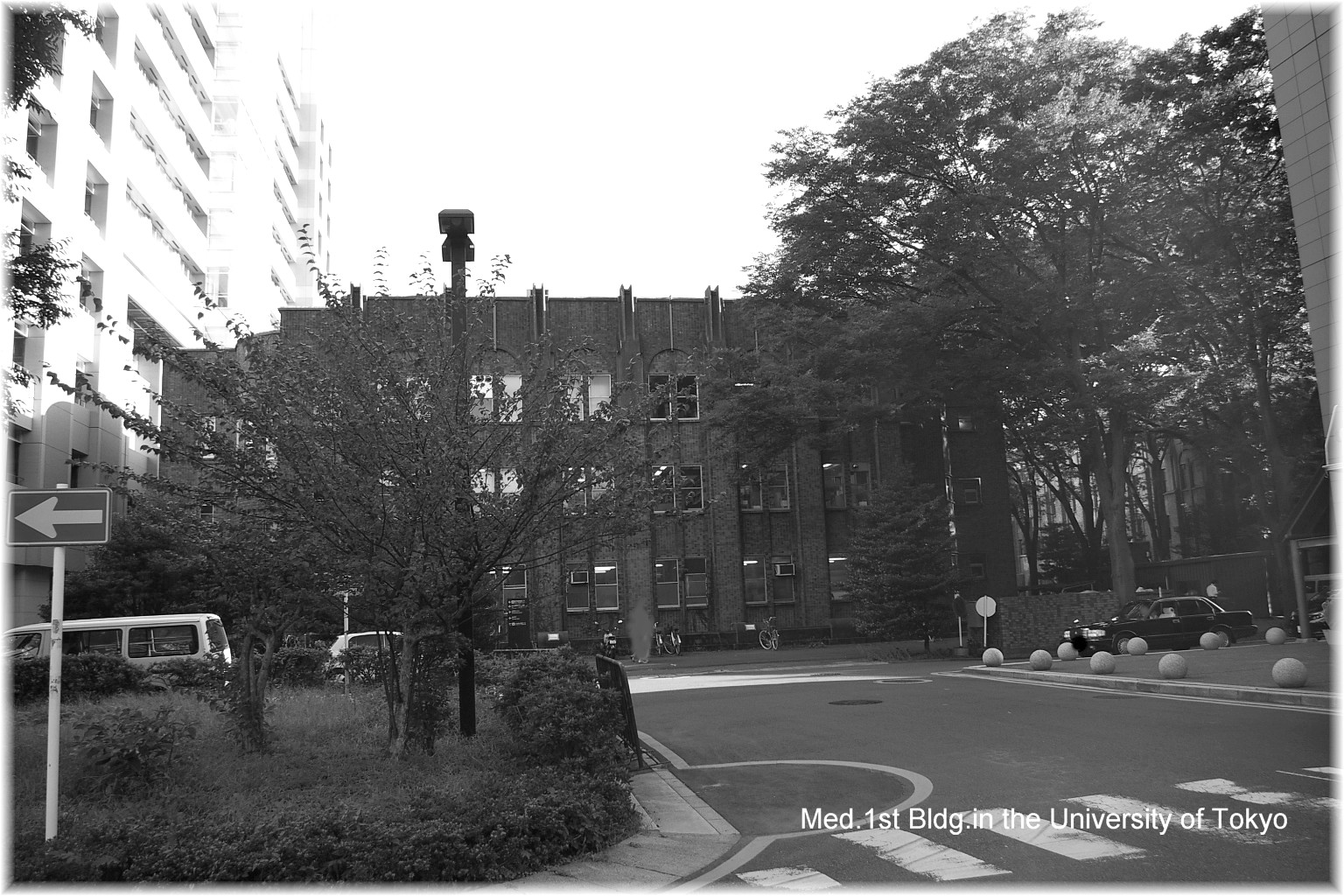
医学部1号館
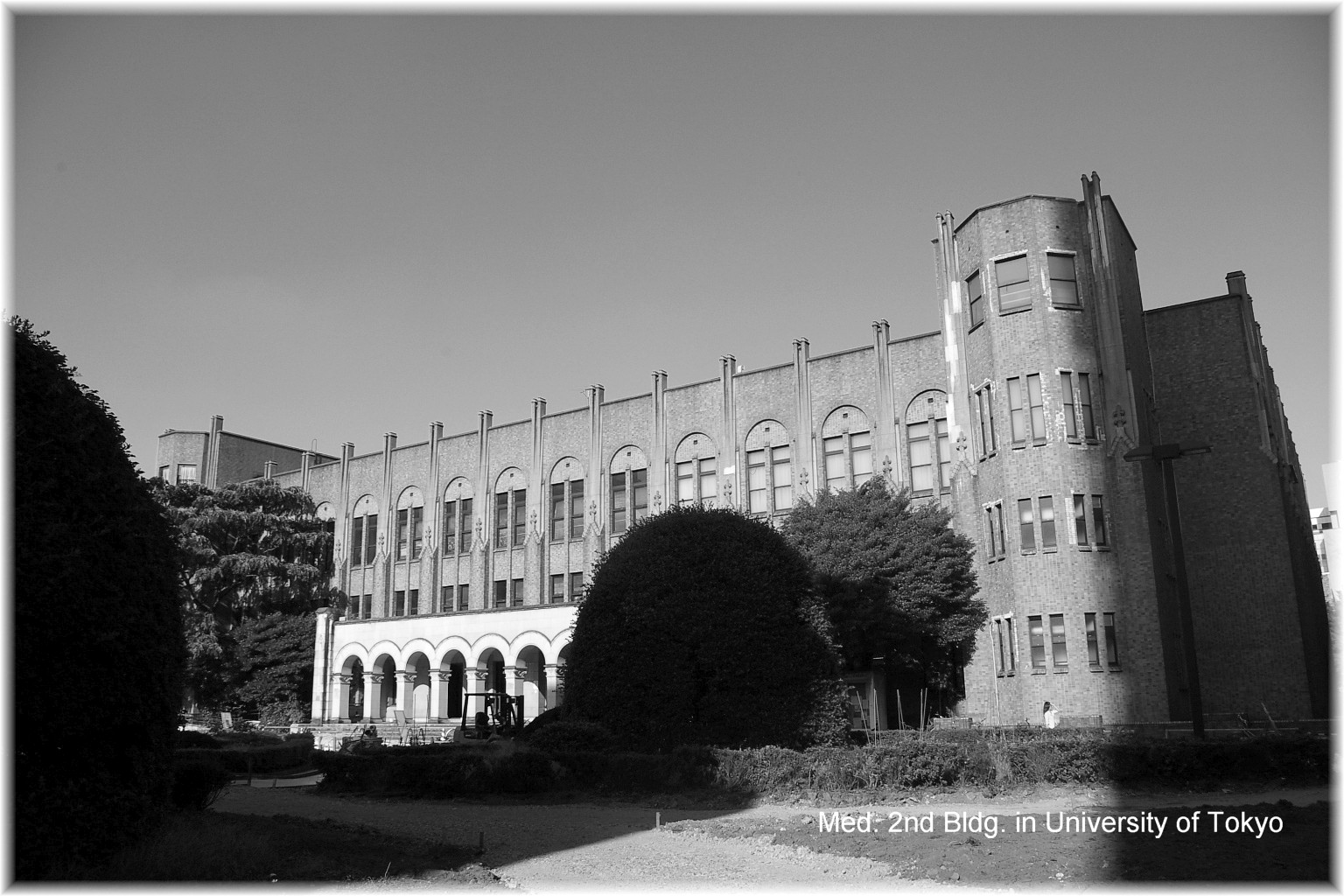
医学部2号館（本館）
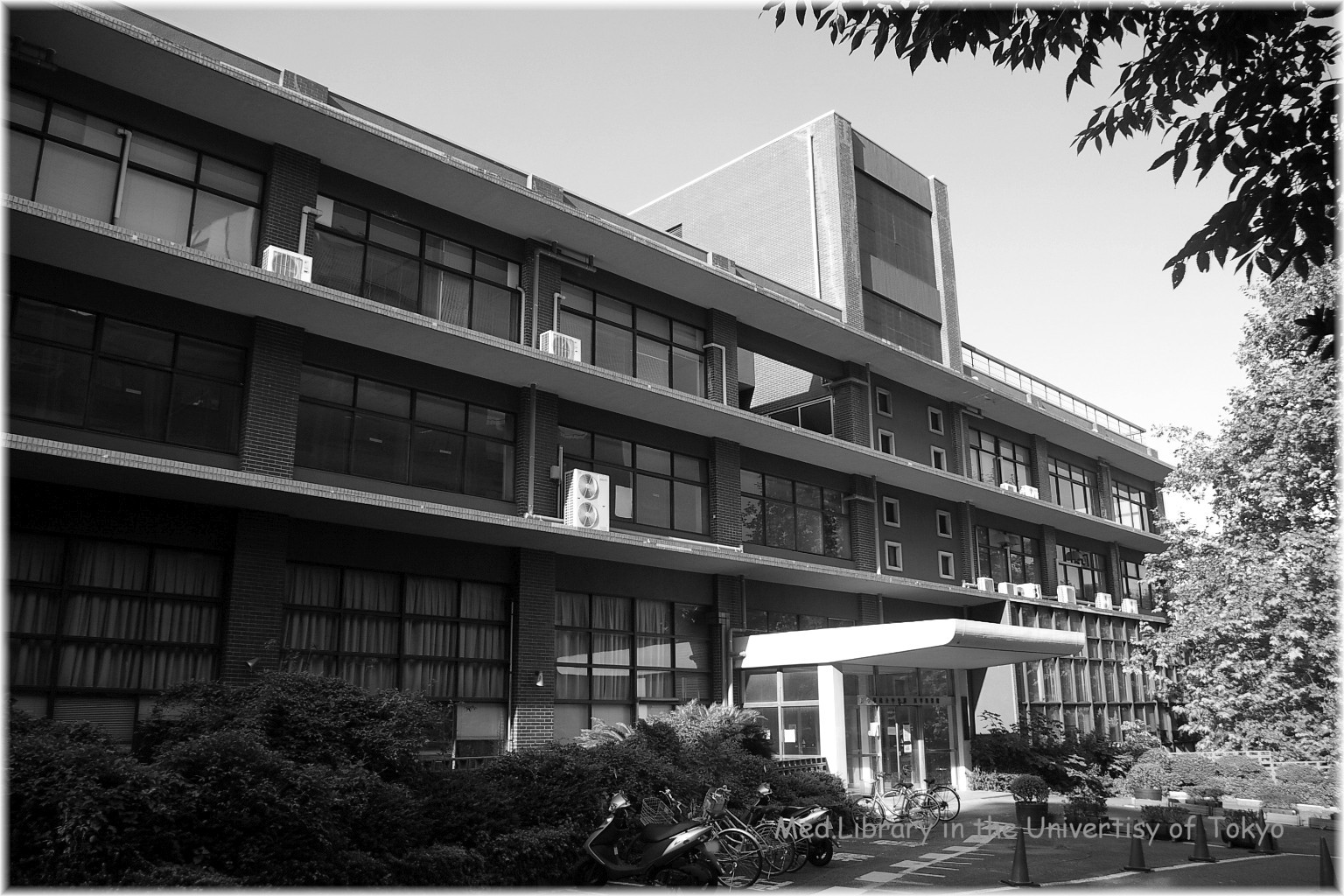
医学部総合中央館（医学図書館）
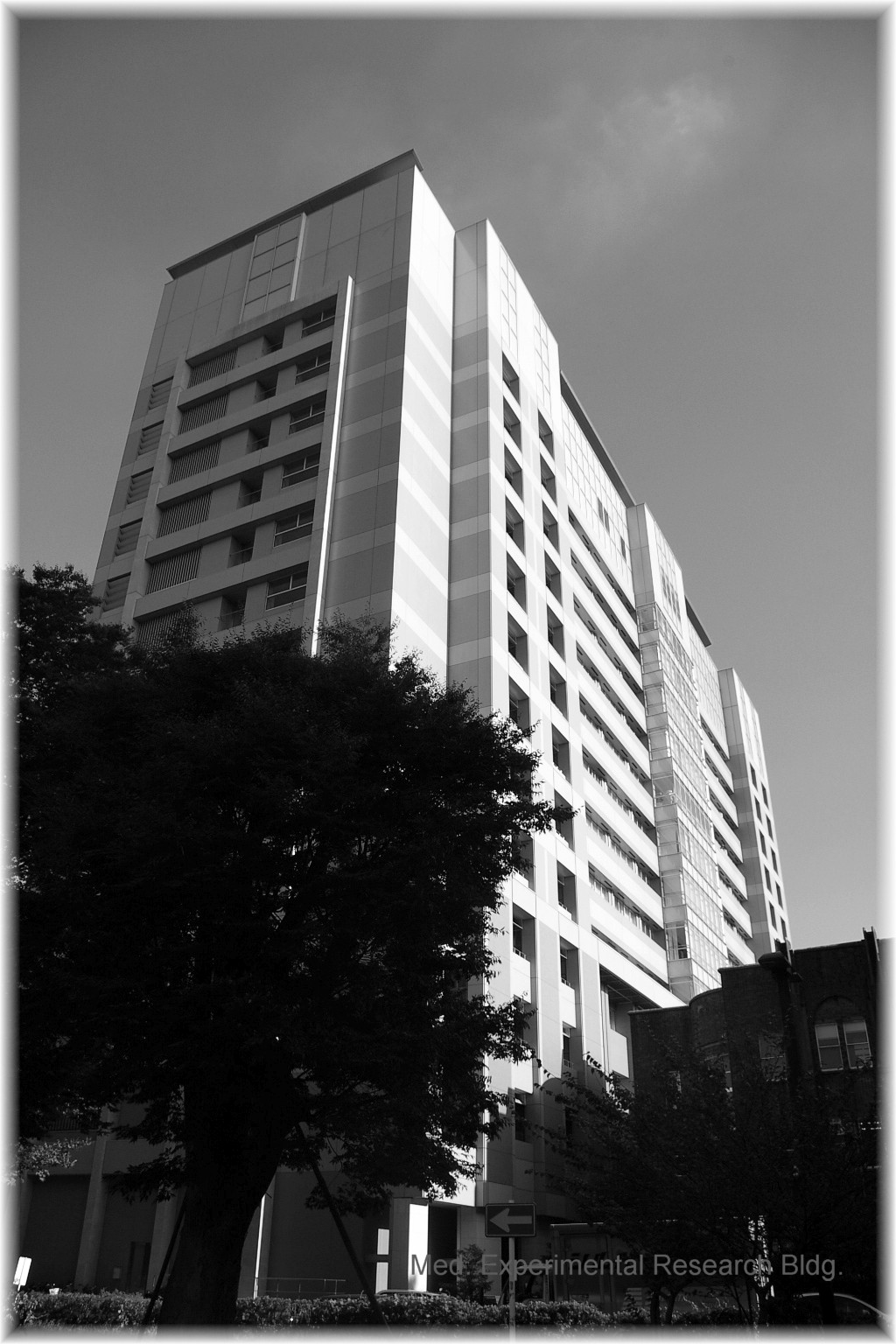
医学部教育研究棟